# 아비아노 공군기지

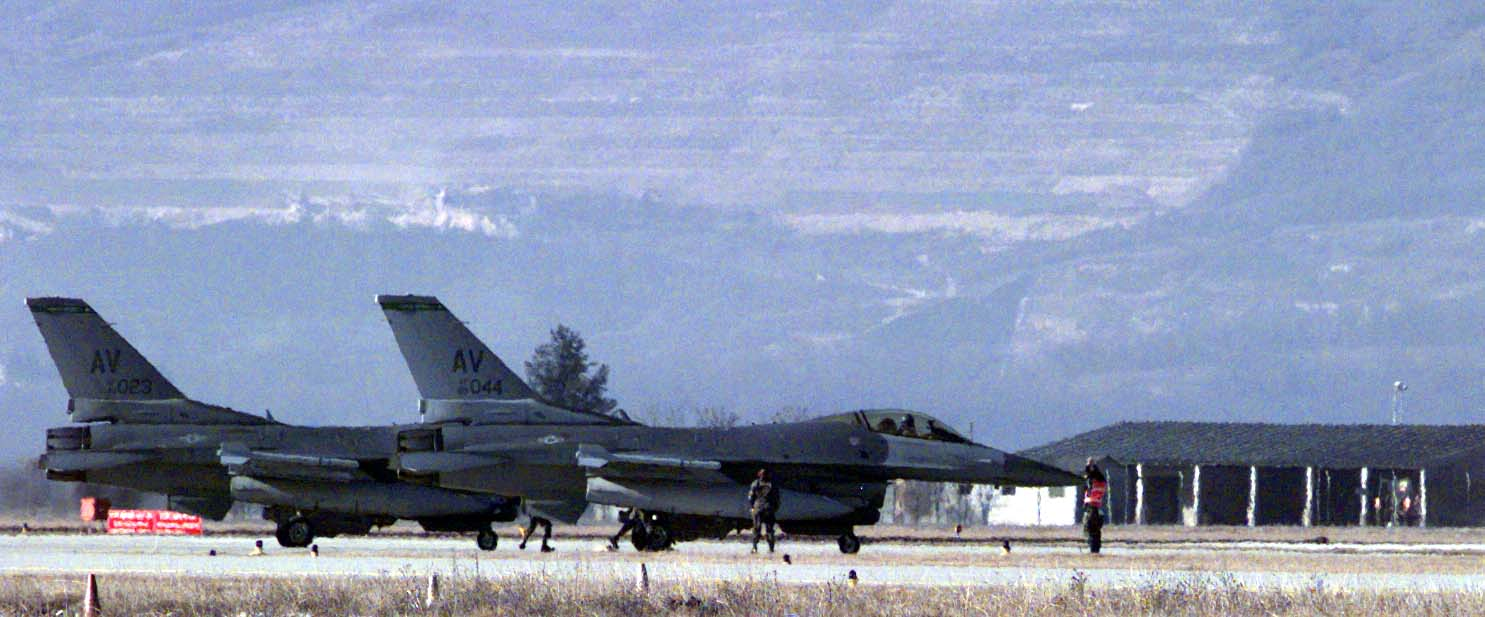

아비아노 공군기지 이탈리아 아비아노에 위치한 나토의 공군기지이다. 미국 공군 제31 전투비행단이 사용하고 있다.
미공군 31전비에는 510 전투비행대대, 555 전투비행대대가 있는데, 두 비행대대 모두 F-16을 운용하고 있다.

## 핵무기 공유
2015년 현재 나토 5개국은 미국과 핵무기 공유를 하여, B61 핵폭탄 240발이 배치되어 있다. 벨기에 클라이네 브로겔 공군기지 20기, 독일 뷔셀 공군 기지 20기, 네덜란드 볼켈 공군기지 20기, 이탈리아 아비아노 공군기지 50기, 게디 공군기지 40기, 터키 인시를릭 공군 기지에 90기가 배치되어 있다. 유사시에 해당 공군기지에 배치된 미국 공군 핵무장대대가 협정국가 공군 전투기에 B61 핵폭탄을 장착해준다.

## 유럽의 미국 공군
미국 공군은 유럽에 5개의 주요한 공군기지를 사용하고 있다. 그밖에 작은 기지들도 많이 있다:
- 아비아노 공군기지  이탈리아, 31전투비행단
- 슈팡달름 공군기지  독일, 52전투비행단
- 람스타인 공군기지  독일, 86수송비행단
- 마일든홀 공군기지  영국, 100공중급유비행단
- 레이큰히스 공군기지  영국, 48전투비행단

## 같이 보기
- 코소보 전쟁 - 아비아노 공군기지는 1999년의 코소보 전쟁에 사용되었다.
- 리비아 비행금지구역 - 2011년 리비아 비행금지구역에 사용될 것이라는 보도가 있었다.